# Haldimand County
Haldimand County – miasto (town) w kanadyjskiej prowincji Ontario, podjednostka podziału statystycznego (jako city; census subdivision). Według spisu powszechnego z 2021 obszar miasta to: 1250,45 km², a zamieszkiwało wówczas ten obszar 49 216 osób (gęstość zaludnienia 39,4 os./km²).
Miejscowość powstała w wyniku połączenia w 2001 miast Dunville i Haldimand oraz fragmentów Nanticoke w organizm typu single-tier municipality w następstwie rozwiązania regional municipality Haldimand-Norfolk.